# تل زینبیه

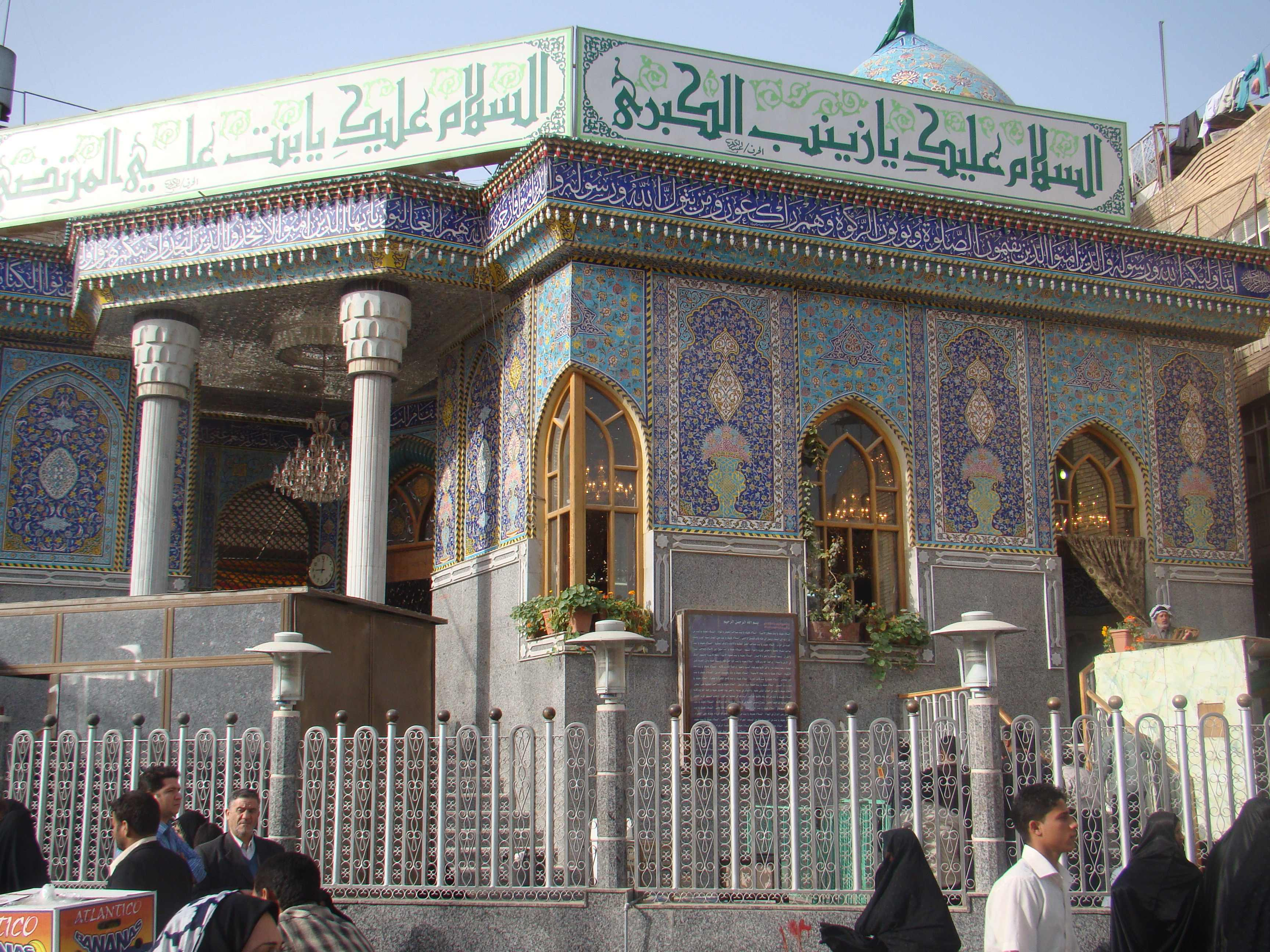
تل زینبیه، در شهر کربلا، عراق

تل زینبیه در اصطلاح به مکانی گفته می‌شود که به محل کشته شدن حسین بن علی (معروف به قتلگاه) مشرف است. در واقعه کربلا، زینب کبری از بالای تل زینبیه به مشاهده و بررسی حال برادر خود (حسین) می‌پرداخت. تل زینبیه، از لحاظ موقعیت مکانی در جنوب غربی حرم حسین بن علی واقع شده‌است. این محل که تا حدودی از سطح زمین بالاتر بوده، در واقع مکانی خاکی بین قتلگاه و خیمه‌گاه کاروان حسین بن علی بوده‌است.

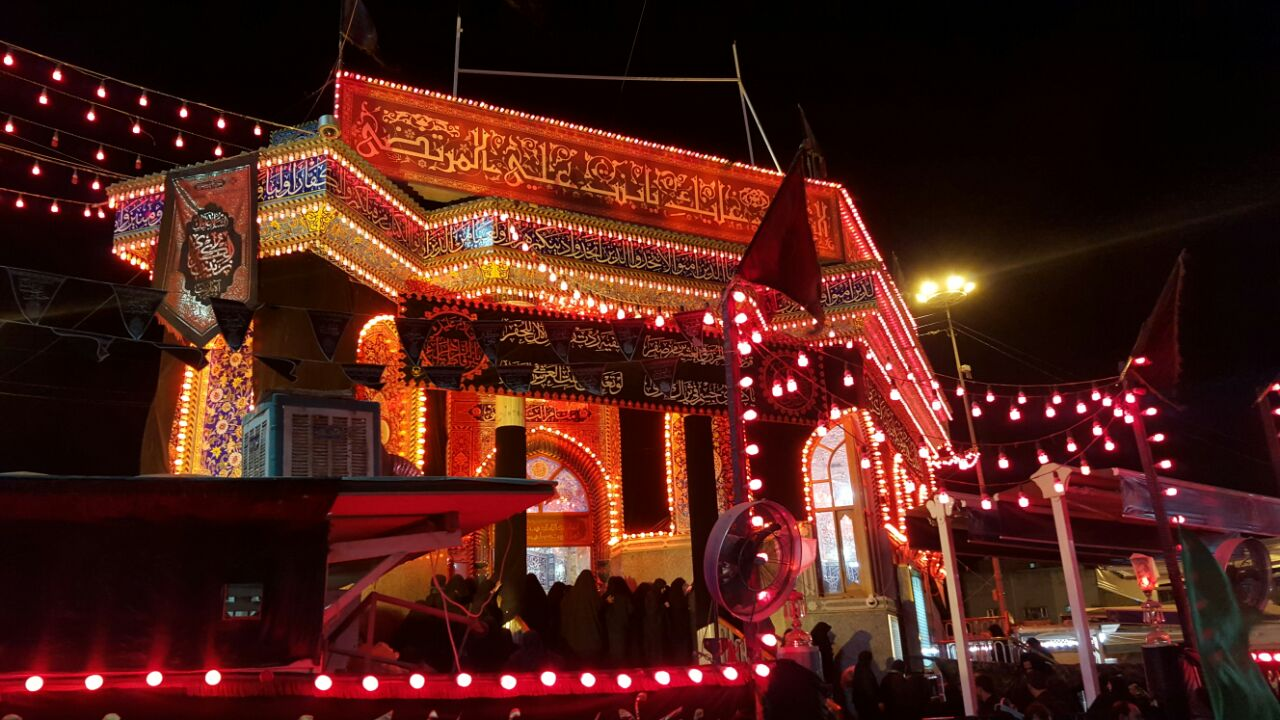
تل زینبیه، در شب

از لحاظ لغوی، تل به معنی تپه خاکی و ریگی است که بالاتر از زمین هموار باشد. کلمه «زینبیه» نیز در این عبارت منسوب به زینب کبری، خواهر حسین بن علی
(و سومین فرزند علی بن ابی طالب و فاطمه الزهراء) است. این محل حدوداً پنج متر از سطح صحن حرم حسین بن علی بالاتر است که از طریق پله می‌توان به بالای آن رفت. فاصله تل زینبیه تا قتلگاه در حدود ۳۵ متر است.
بر اساس «تاریخ طبری» و «ارشاد مفید»، اینگونه نقل شده‌است که زینب کبری زمانیکه دیگر نبرد برادر خود را نمی‌بیند، با مشاهده تجمع حلقه وار دشمن در گوشه ای از میدان مبارزه، به سرعت خود را به بلندای تپه مشرف بر قتلگاه می‌رساند و در هنگام آمدن به تل (زینبیه) این کلام از او شنیده می‌شود: «ای کاش آسمان بر زمین فرود می‌آمد.» امروزه این مکان از جمله زیارتگاه‌های شیعیان بشمار می‌آید.

## طرح توسعه
بر اساس طرح توسعه حرم حسین بن علی، تل زینبیه با عنوان «صحن حضرت زینب» در سه طبقه به مساحت سه هزار متر مربع افزایش وسعت پیدا خواهد کرد و اینگونه اعلام شده‌است که این بخش تا سال ۱۴۰۰ به اتمام خواهد رسید. این در حالی است که مساحت کنونی تل زینبیه ۳۰۰ مترمربع می‌باشد و روند توسعه آن از سال ۹۴ آغاز شده‌است و هنوز در سال ۱۴۰۴ به اتمام نرسیده است.